# Nyaszvizs

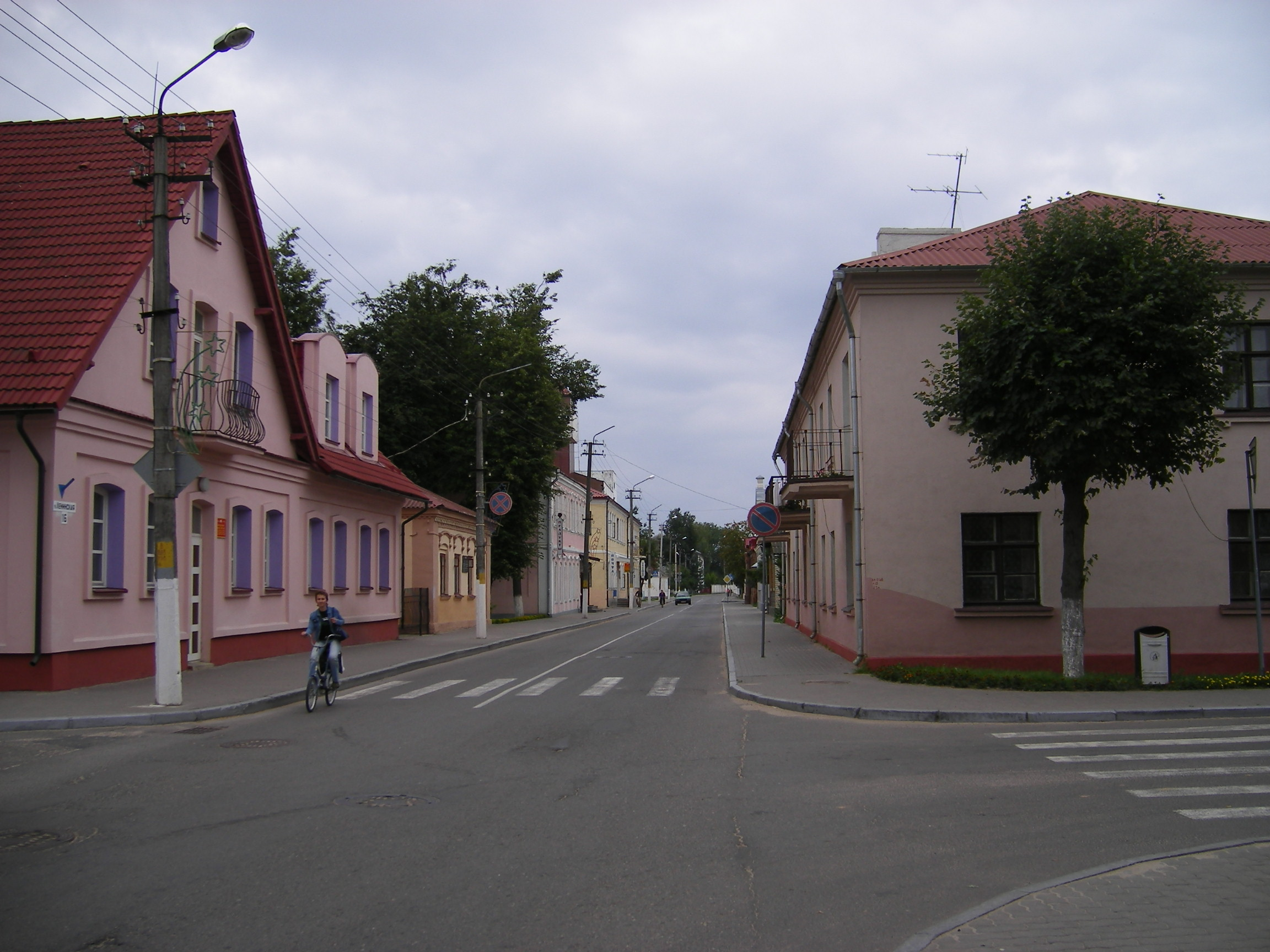
A Lenin-utca

Nyaszvizs (belaruszul: Нясвіж; oroszul Несвиж, Nyeszvizs; litvánul: Nesvyžius; lengyelül: Nieśwież) kisváros és a Nyaszvizsi járás székhelye Fehéroroszország Minszki területének déli részén, 2006-os becsült népessége 12,8 ezer fő . Minszktől 100 km-re délnyugatra, Sztovbcitól 30 km-re délre fekszik. Régi műemlékváros, fő nevezetessége a Radziwiłł-család kastélya, melyet 2005-ben a világörökség részének nyilvánítottak.

## Történelem
A város első írásos említése 1223-ból származik. A Radziwiłł-család a 16. században szerezte meg és itt alakította ki fő rezidenciáját, melyet egészen a 20. századig birtokolt. A 16. század második felében itáliai építészek alakították ki a város mai arculatát, itt épült fel az akkori Lengyelország első barokk temploma, a jezsuiták temploma. 1562-ben itt nyomtatta Szemjon Budnij az első belarusz nyelvű könyvet. Maga a várkastély a 16.-17. század fordulóján épült. Nyaszvizs 1586-ban kapta meg a városi jogokat, 1772-ben az Orosz Birodalomhoz csatolták. A Radziwiłłek 1812-ben Napóleon oldalára álltak, így elveszítették itteni birtokaikat, de később visszakapták azokat. 1920-1939 között a város Lengyelország-hoz tartozott. 1941. június 26. – 1944. július 4. között német megszállás alatt volt. 

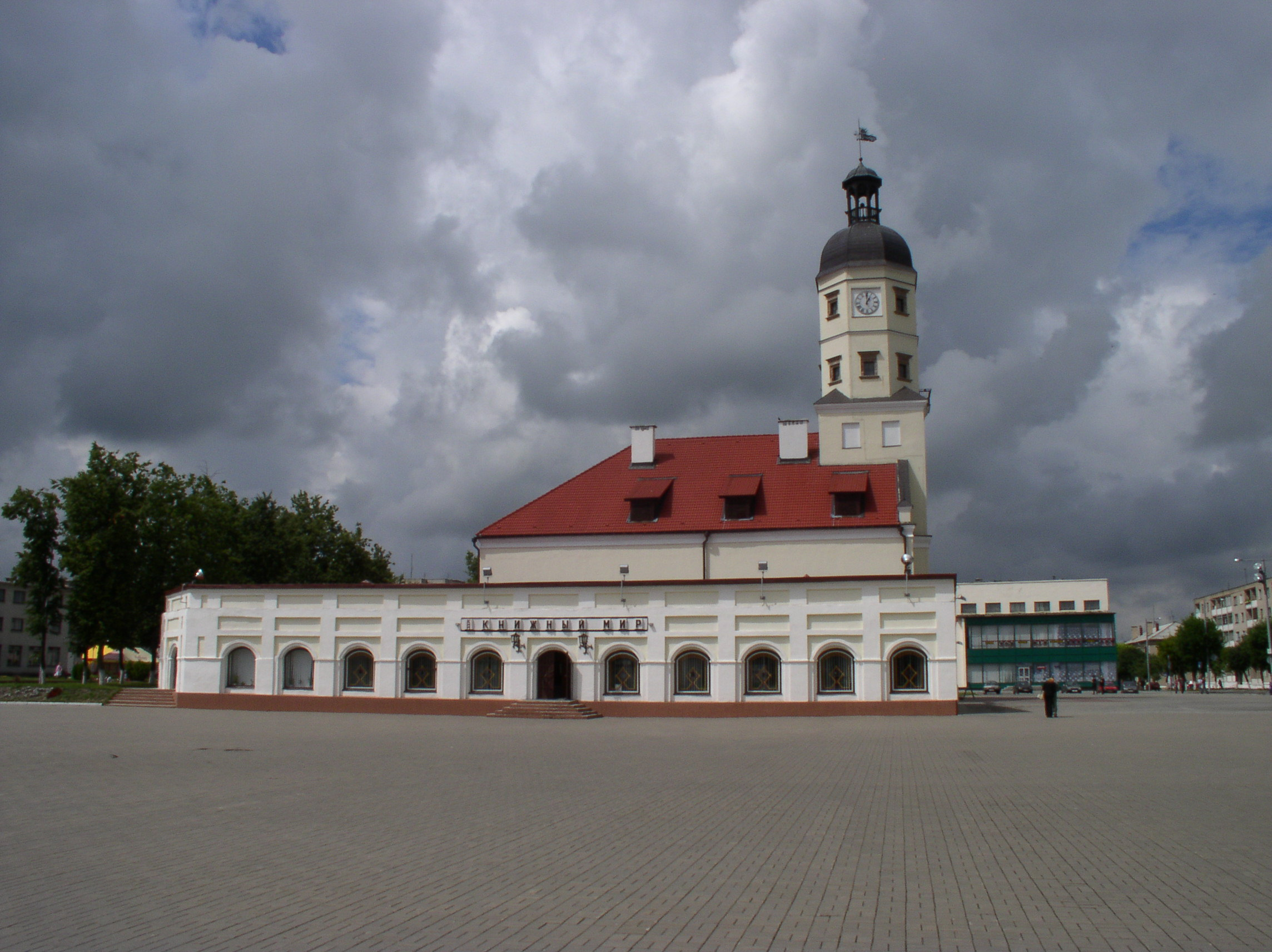
A városháza a kereskedősorral

## Gazdaság
Nyaszvizs legfontosabb gazdasági ágazata az idegenforgalom, mely az 1990-es évek óta lendült fel, a kastélynak a Világörökség részévé nyilvánítása óta folyamatosan növekszik a látogatók száma. Könnyű- és élelmiszeripara is van, közelében ásványvíz-lelőhelyek. 

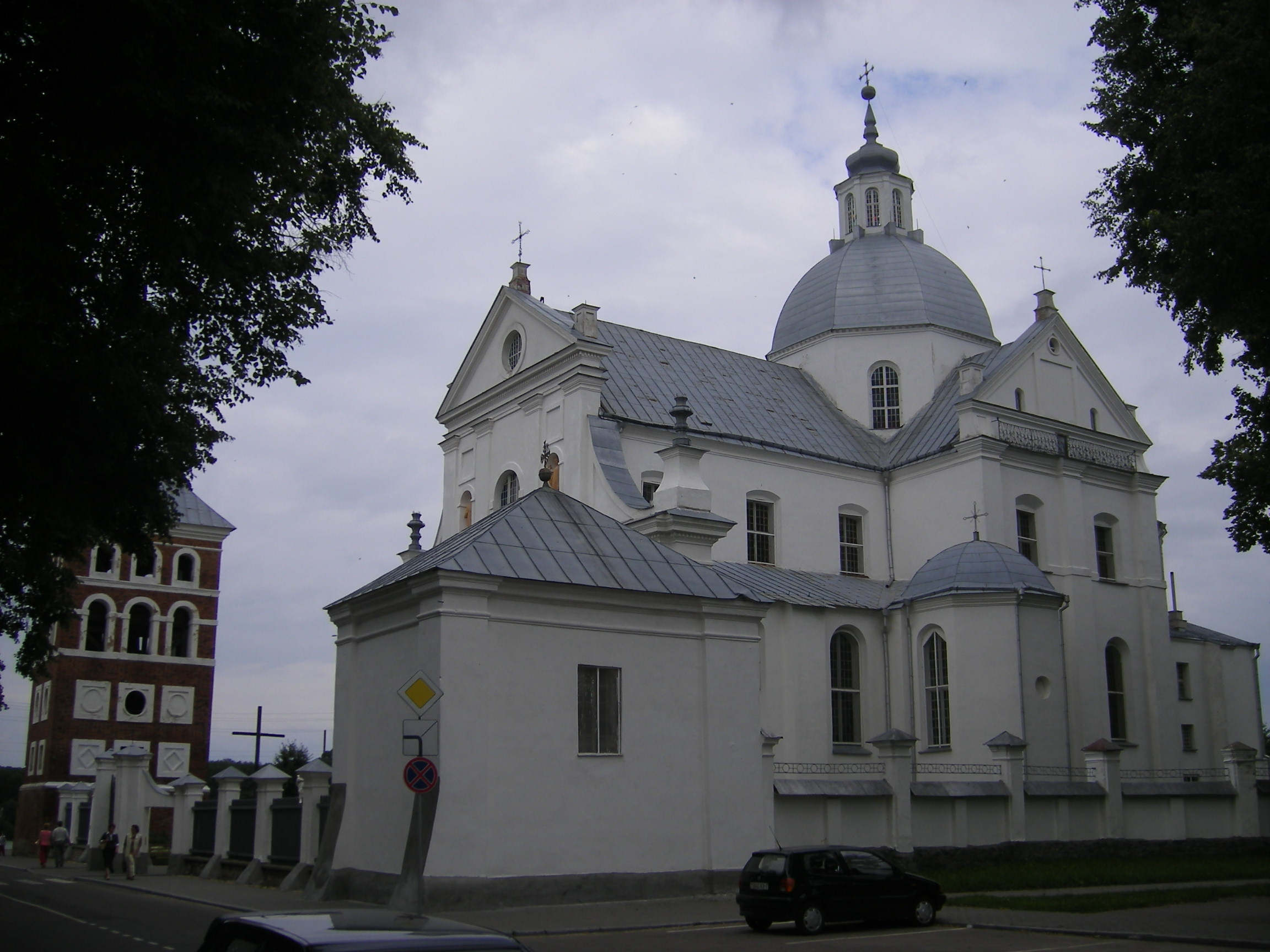
A volt jezsuita templom és a vártorony

## Városszerkezet, látnivalók
A várost az Usa-folyó osztja két részre, melyen a Radziwiłłek 4 tavat duzzasztottak fel, ezek (északról délre) a Gyikij-, Ivanova-, Gyevicsij- és Albjanszkij-tavak. Az óváros a folyó nyugati oldalán terül el, fő tengelye a Lenin-utca, mely az Usa-hídon túl a Szlucki-utcában folytatódik. A kastélykomplexum és a hozzá tartozó angolpark az Ivanova- és a Gyikij-tó partján fekszik. A kastélyba az Ivanova-tó felett egy híd vezet. A kastély-komplexum bejáratánál egy kis téren a jezsuiták által 1587-1593 között építtetett barokk plébániatemplom, mely egyben a Radziwiłł-család temetkezőhelye volt. A templom a római Il Gesù-templom mintájára épült kupolás bazilika, melyet Giovanni Maria Bernardoni (1541-1605) itáliai építész emelt. Barokk freskói az 1760-as évekből származnak, főoltárát velencei szobrászok készítették 1583-ban. Közvetlenül mellette áll a gótikus-reneszánsz stílusú vártorony (Zamkovaja basnya). A templommal szemben található a vele egyidős plébánia épülete, valamint a belarusz nyelvű nyomda alapítójának, Szemjon Budnijnak a szobra. 

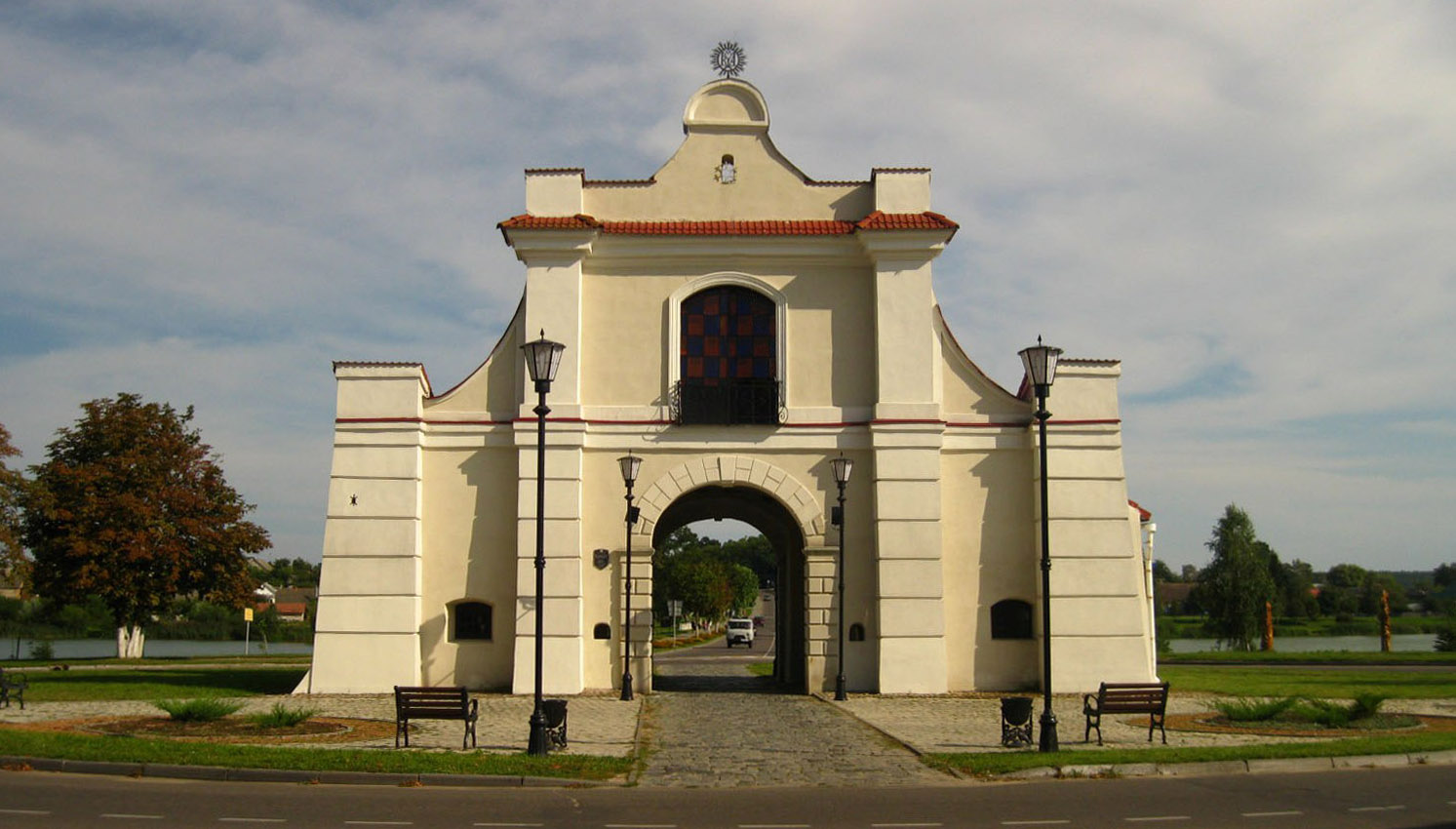
A Szlucki-kapu

Az Usa-híd lábánál a barokk stílusú, 1690-ben épült Szlucki-kapu, amely a hídfő és város védelmét szolgálta. A főtéren az 1596-ban épült városháza (ratusa) és vele egybeépült árkádos kereskedősor vonja magára a figyelmet a járási tanács modern épületével szemben. Értékes műemlék még a ma kollégiumként szolgáló egykori bencés kolostor barokk stílusban, 1763-ban épült harangtornya. A Lenin utca nyugati végénél található a városi múzeum téglaépülete.
A várostól délre Alba falu mellett alakították ki a Radziwiłłek nyári rezidenciájukat, melyből mára csak a hozzá tartozó 16.-18. századi hatalmas park maradt meg.